# Nada Lampret Souvan
Nada Lampret Souvan, slovenska plavalka in kostumografinja, * 4. maj 1914, Postojna, † 20. februar 1996.
Neda je bila hči živinozdravnika, zaradi česar se je družina v njeni mladosti veliko selila. Nazadnje so se ustalili v Ljubljani, kjer je Nada obiskovala žensko realko. Po končani gimnaziji se je vpisala na Filozofsko fakulteto v Ljubljani, kjer je začela študirati francoščino. Študij je kasneje opustila in se posvetila študiju na dunajski Akademiji uporabnih umetnosti. S tem se je začela njena kariera v kostumografiji.
Športno pot je začela že pred tem, ko je leta 1929 začela trenirati plavanje. Sprva je trenirala pod vodstvom Nemca Maxa Deutza, leta 1930 pa jo je prevzel slovenski trener Drago Ulaga. Pod njegovim vodstvom je Nada hitro napredovala in kasneje postala večkratna jugoslovanska državna prvakinja ter se uveljavila tudi na mednarodnem prizorišču.